# Psathyrioides longipennis
Psathyrioides longipennis là một loài bọ cánh cứng trong họ Cerambycidae.